# Fernand du Martheray

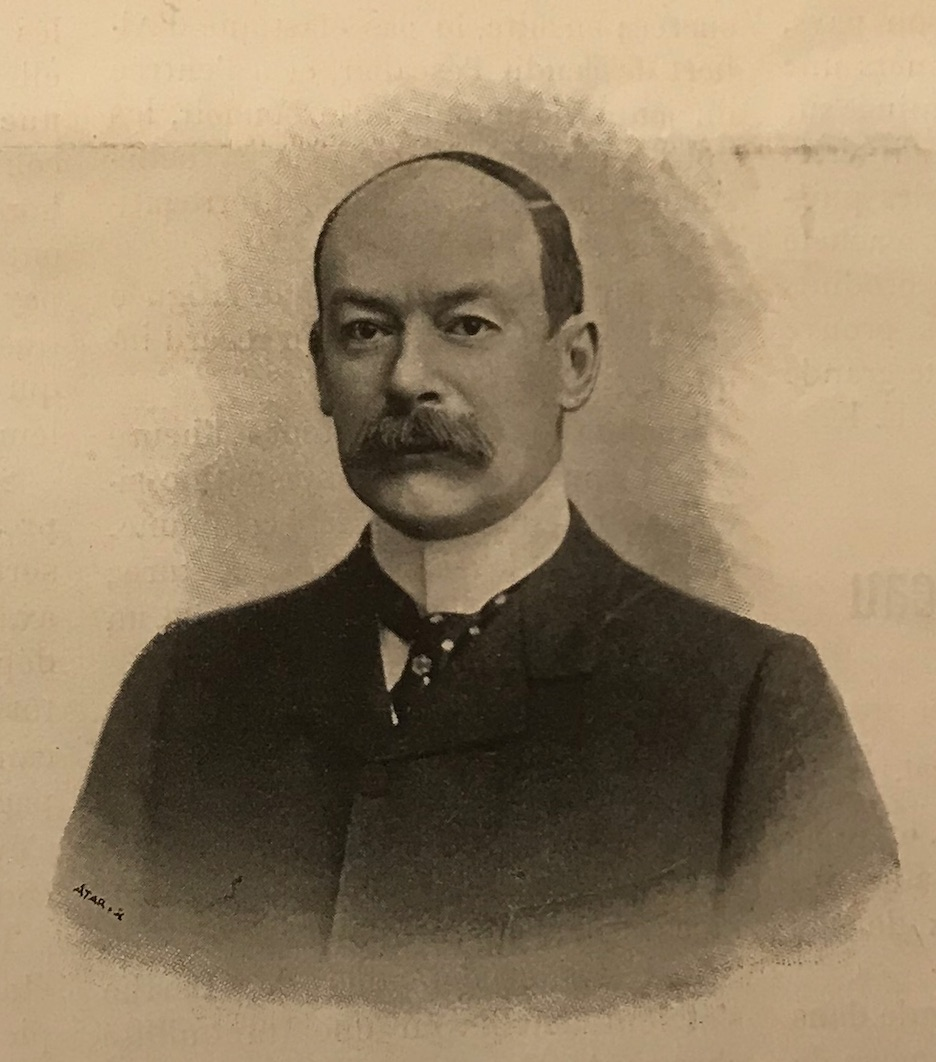
Fernand du Martheray um 1903

Fernand du Martheray (seltener Ferdinand du Martheray oder Fernand Dumartheray; * 16. Juli 1860 in Rolle VD; † 22. Mai 1910 in Wien) war ein Schweizer Diplomat.

## Leben
Martheray stammte aus einer Genfer aristokratischen Familie. Er war ein Sohn des Kantonsrichters Eugene Dumartheray und  Enkel von Rodolphe Soutter. Er besuchte das Gymnasium in Lausanne und, um seine deutschen Sprachkenntnisse zu vertiefen, auch in Burgdorf. Nachdem Martheray das Gymnasium erfolgreich absolviert hatte, begab er sich für ein Jahr nach Genf, um Naturwissenschaften unter Carl Vogt zu studieren. 1881 schloss sich der junge Martheray in Genf dem Schweizerischen Zofingerverein an. Er brach sein Studium der Naturwissenschaften in Genf ab, entschied sein Studium neu auszurichten und studierte Rechtswissenschaften an der Freien Schule der Politikwissenschaften in Paris, wo er 1885 das Lizenziat erwarb. Nach dem Aufenthalt in Frankreich setzte er sein Studium in Deutschland an der Universität Greifswald und der Humboldt-Universität zu Berlin fort, um seine Kenntnisse der Rechtswissenschaften weiter zu vertiefen. In Deutschland besuchte er unter anderem die Veranstaltungen von Heinrich Dernburg. 1888 studierte Martheray für ein Jahr in England, um seine Ausbildung als zukünftiger Diplomat abzuschliessen.

## Diplomatischer Dienst
Der gelernte Jurist trat 1889 in den diplomatischen Dienst der Schweiz ein, zunächst als Gesandtschaftsattaché in der Zentrale des Eidgenössischen Politischen Departements (EPD). Somit gehörte er zu den ersten Diplomaten, die aus jener berühmten «Droz-Schule» hervorgingen. In Bern beschäftigte er sich unter anderem mit dem Dossier «Affäre Wohlgemuth». 1890 wurde Martheray nach Wien versetzt und wurde dort ein Jahr später zum Gesandtschaftssekretär befördert. In Abwesenheit des Schweizer Gesandten, Alfred de Claparède, wurde Martheray zwischen 1893 und 1894 provisorisch zum Geschäftsträger ad interim in Wien ernannt. Schliesslich stieg er 1897 zum Gesandtschaftsrat auf. Er koordinierte zusammen mit Alfred de Claparède die Überführung der sterblichen Überreste der Kaiserin Elisabeth von Österreich-Ungarn nach Wien. 1901 entsandte das EPD Martheray nach Rom, wo er während der kurzzeitigen Auflösung der diplomatischen Beziehungen zwischen der Schweiz und Italien als inoffizieller Schweizer Vertreter unter der Leitung des belgischen Gesandten fungierte («Silvestrelli-Äffare»).
Als die diplomatischen Beziehungen zwischen der Schweiz und Italien wiederaufgenommen wurden, fand eine Rochade der Posten der Schweizer Gesandtschaften statt. Martheray wurde zum Schweizer Gesandten in Washington ernannt, nachdem der erste Kandidat Charles-Daniel Bourcart seine Ernennung für diesen Posten abgelehnt hatte. In den Vereinigten Staaten übte Martheray seine Tätigkeit auf eine bemerkenswerte Art aus und schaffte es, eine persönliche Beziehung zum Präsidenten der Vereinigten Staaten, Theodore Roosevelt, aufzubauen. 1904 ernannte der Bundesrat Martheray zum Schweizer Gesandten in Wien, gleichzeitig war er in Serbien und in Bulgarien akkreditiert. Angesichts seiner privilegierten Stellung, die er sich in den Vereinigten Staaten erworben hatte, rechnete er damit, das Handelsabkommen zwischen der Schweiz, Serbien und Bulgarien aushandeln zu können, das jedoch nicht zustande kam. Während seines Aufenthaltes in Österreich-Ungarn verschlimmerten sich seine nervösen Störungen, und er verstarb 1910 durch einen Schlaganfall.

## Sonstiges
Fernand du Martheray war der erste Vertreter seiner Familie, welcher den Namen «Dumartheray» in «Du Martheray» änderte. Zu diesem Zweck musste er einen Rechtsstreit führen, den er schliesslich gewann.